# Harvey Arden
Harvey Arden (geboren am 25. September 1935; gestorben am 17. November 2018) war ein amerikanischer Autor dokumentarischer Bücher, der über viele Jahre Artikel für das National Geographic  Magazine schrieb.

## Leben
Arden war 23 Jahre lang als Autor für die National Geographic Society tätig. Er verfasste zudem Bücher, in denen er von seinen Begegnungen mit außergewöhnlichen Menschen berichtete, um ihre Geschichten, ihr Vermächtnis und ihre Erkenntnisse oder Botschaften für die Nachwelt festzuhalten. Er reiste gemeinsam mit Steve Wall mehrere Jahre durch Nordamerika, um die Ältesten einiger Indianerstämme zu interviewen und ihr Wissen zusammenzutragen. Gemeinsam gaben sie mehrere Bücher heraus.
Arden schrieb zumeist sozialkritische Berichte wie beispielsweise über Leonard Peltier, einen indianischen Aktivisten des American Indian Movement, und über die Zeit, die Peltier im Gefängnis zubringen musste, in dem auch Zeichnungen und Gemälde abgedruckt sind, die innerhalb des Gefängnisses entstanden. Arden setzte sich für dessen Freilassung ein und verfasste gemeinsam mit Peltier das Buch Mein Leben ist mein Sonnentanz. Er schrieb insbesondere Beiträge zu Themen, die die indigenen Völker betreffen, wie The Two Souls of Peru, aber auch Beiträge wie The living dead sea für das National Geographic Magazine. Er bereiste auch Australien, um in seinem Buch Dreamkeepers über die Aborigines und deren Erzählungen über die Traumzeit zu berichten.

## Werke (Auswahl)
- Steve Wall, Harvey Arden: Hüter der Erde. Begegnungen mit Indianern Nordamerikas. Hrsg.: Monika Thaler. Frederking und Thaler, München 1992, ISBN 3-89405-307-0 (englisch: Wisdomkeepers. Meetings with Native American Spiritual Elders. Übersetzt von Ursula Wolf).
- Harvey Arden: Dreamkeepers. A spirit-journey into aboriginal Australia. HarperCollins, New York 1995, ISBN 0-06-092580-9.
- Steve Wall, Harvey Arden: Töchter der Weisheit. Gespräche mit indianischen Frauen (= Heyne-Sachbuch. Nr. 539). Heyne, München 1997, ISBN 3-453-12317-4 (englisch: Wisdom’s Daughters: Conversations With Women Elders of Native America. New York, NY 1993. Übersetzt von Karin Petersen).
- Steve Wall, Harvey Arden: Travels in a Stone Canoe. The Return to the Wisdomkeepers. Simon and Schuster, 1998, ISBN 978-0-684-80094-3 (books.google.de – Leseprobe).
- Leonard Peltier, Ramsey Clark, Harvey Arden: Mein Leben ist mein Sonnentanz. Gefängnisaufzeichnungen. 1. Auflage. Zweitausendeins; Buch 2000, Frankfurt am Main / Affoltern a. A. 1999, ISBN 3-86150-324-7 (englisch: Prison writings. My life is my sun dance. New York 1999. Übersetzt von Katrin Ehmke).